# عطل في المحرك خلال الاقلاع
عطل في المحرك خلال الاقلاع (بالإنجليزية: Engine failure on take-off)‏ أختصاراً (EFTO) هي الحالة التي يتعطل فيها محرك طائرة عند الإقلاع، أو التي لا يتمكن فيه المحرك من توليد القوة الكافية والمطلوبة للإقلاع في أي وقت بين الإفراج عن فرامل العجلات ومرحلة ترك الأرض والمعروفة باسم في سبييدس (V 2). إذا تعرضت طائرة لعطل في المحرك خلال الإقلاع، فإن الإجراء القياسي المتبع في معظم الحالات يكون بإحباط عملية إقلاع الطائرة.